# Vrijeme je
Vrijeme je je deseti studijski album bosanskohercegovačke rock skupine Regina. Izdan je 5. lipnja 2009. godine u Srbiji. Ovaj album, najavljen 2008., izdan je 3 godine nakon devetog Regininog albuma Sve mogu ja. 
Album sadrži 13 pjesama, među kojima su singlovi Vrijeme je i Zvaću te pile moje, te Reginina uspješnica s Eurosonga 2009. Bistra voda, čije se ruska (Чистая вода) i engleska (Clear Water) verzija također mogu naći na CD-u.

## Sastav
- Davor Ebner - vokali
- Aleksandar Čović - gitara
- Denis Čabrić - gitara
- Bojan Miličević - bubnjevi

## Pjesme
1. "Zvaću te pile moje" – 3:55
2. "Bježi dok sam mlad" – 4:21
3. "Bistra voda" – 3:06
4. "Bijele zore" – 5:20
5. "Pazi gdje spavaš" – 3:51
6. "Snijeg" – 3:43
7. "Vrijeme je" – 4:22
8. "Sve što imam" – 4:15
9. "Koji ti je sad" – 3:48
10. "Spavaj" – 4:28
11. "Ružo moja" – 4:30
12. "Чистая вода (Bistra voda - Ruska verzija)" – 3:06
13. "Precious morning (Bistra voda - Engleska verzija)" – 3:06